# کوکوشانه
کوکوشانه (به بلغاری: Kokoshane) یک منطقهٔ مسکونی در بلغارستان است که در شهرستان کاردژالی واقع شده‌است.